# Bulbul de Taïwan
Pycnonotus taivanus
Espèce
Statut de conservation UICN

 VU A2ce+3ce+4ce : Vulnérable
Le Bulbul de Taïwan (Pycnonotus taivanus) est une espèce de passereau de la famille des Pycnonotidae.
On le trouve dans l'est et le Sud de Taïwan.
Bien qu'il soit courant dans certaines régions, il a été classé comme espèce vulnérable à  menacée d'extinction. Son déclin a été causé par la destruction de son habitat et l'hybridation avec son cousin proche, le Bulbul de Chine (Pycnonotus sinensis), les deux espèces se chevauchent dans plusieurs zones et les Bulbuls de Chine sont également libérés pour des cérémonies bouddhistes.